# Sebastian Synoradzki
Sebastian Synoradzki (ur. 27 listopada 1970 w Częstochowie) – polski piłkarz grający na pozycji obrońcy i trener piłkarski.
Jego ojciec Witold również był piłkarzem, grał m.in. w finale Pucharu Polski w 1967 roku jako zawodnik Rakowa Częstochowa.

## Kariera piłkarska
Większą część kariery spędził w Rakowie Częstochowa, w którym grał w latach 1985–1992 i 1994–2000. W latach 1994–1998 w barwach tego klubu wystąpił w 100 meczach I ligi, w których strzelił 2 gole. W latach 1992–1994 grał w Wawelu Kraków, a w rundzie wiosennej sezonu 2000/2001 był zawodnikiem Świtu Nowy Dwór Mazowiecki. Sezon 2001/2002 Synoradzki spędził w Astrze Krotoszyn, a 2002/2003 – w HEKO Czermno. W latach 2003–2008 grał w Victorii Częstochowa, po czym zakończył karierę.
W marcu 2017 wraz z innymi byłymi piłkarzami Rakowa utworzył drużynę oldbojów tego klubu i znalazł się w jej składzie. W 2021 r. został wybrany przez redakcję portalu igol.pl do jedenastki stulecia Rakowa.

## Kariera trenerska
W latach 2009–2010 prowadził LKS Kamienica Polska, który wprowadził do IV ligi. W grudniu 2010 został trenerem Znicza Kłobuck. W październiku 2011 objął posadę szkoleniowca Unii Rędziny, z której zrezygnował w czerwcu 2012 po spadku zespołu do ligi okręgowej. W maju 2013 został zatrudniony na stanowisku trenera Orłów Kusięta. 14 marca 2016 zrezygnował z posady z powodów osobistych i zdrowotnych.

## Sukcesy

### Klubowe

#### Raków Częstochowa
- Mistrzostwo grupy III ligiː 1989/1990
- Mistrzostwo II ligiː 1993/1994

#### HEKO Czermno
- Mistrzostwo grupy IV ligiː 2002/2003

#### Victoria Częstochowa
- Mistrzostwo Ligi okręgowejː 2005/2006